# Ziro
Ziro là một thị trấn thống kê (census town) của quận Lower Subansiri thuộc bang Arunachal Pradesh, Ấn Độ.

## Địa lý
Ziro có vị trí 27°38′B 93°50′Đ / 27,63°B 93,83°Đ Nó có độ cao trung bình là 1688 mét (5538 feet).

## Nhân khẩu
Theo điều tra dân số năm 2001 của Ấn Độ, Ziro có dân số 12.289 người. Phái nam chiếm 52% tổng số dân và phái nữ chiếm 48%. Ziro có tỷ lệ 66% biết đọc biết viết, cao hơn tỷ lệ trung bình toàn quốc là 59,5%: tỷ lệ cho phái nam là 72%, và tỷ lệ cho phái nữ là 60%. Tại Ziro, 17% dân số nhỏ hơn 6 tuổi.